# 伊洛之戎
伊洛之戎，亦称伊洛戎、伊雒戎，中國古代部落，為西戎的一支，居住在伊水與洛水一帶，分支自允姓之戎，與陸渾國有共同先祖。主要為晉國與秦國的附庸，战国时为韩国、魏国所滅。

## 歷史
东周周平王末年，周王朝衰落，戎部落渐强，乘機深入中原逼迫诸夏，於是自陇山以东往往有戎人，而居住于伊水、洛水一带（河南省卢氏、嵩县、汝阳等地）之戎，统称伊洛之戎。
在周惠王时，曾先后攻掠曹国、鲁国。周襄王三年（前649年），乘周王室内讧，联合附近扬拒、泉皋之戎附周襄王异母弟叔带同伐京师、洛邑（今河南洛阳西），入王城，焚东门。周襄王出奔于郑国，向秦国、晋国求救，秦穆公、晋惠公出兵救周，伊洛之戎始退。叔带逃到齐国。齐国管仲协调王室和戎人。二年后，再次侵周，齐桓公会集诸侯保卫周王室。周襄王八年（前644年）周襄王以戎难告于齐，齐国征召诸侯戍周。周襄王十一年（前641年）叔带回到王城。周襄王三十三年（前619年），伊洛之戎想要东伐鲁，鲁国公子遂与伊洛之戎在暴地结盟。
前638年，秦國與晉國將陸渾戎遷到河南伊川。
周简王元年（前585年）伊洛之戎助晋国伐宋国。后依附于晋国。

## 學術考證
學者楊憲益與饒宗頤等主張伊洛之戎與陸渾戎等允姓之戎為塞種先祖。余太山認為少昊後裔，原居於若水，後往西遷，由伊水、洛水間，遷至燉煌，成為允姓之戎，再西遷後成為塞種與月氏的先祖，建立烏孫，大夏與貴霜王朝等國家。由於塞種與月氏等皆與吐火羅人相同，具有原始印歐人血統。余太山由此推測，與允姓之戎同樣起源自黃帝的各部族，皆可能帶有原始印歐人血統。而曾憲法認為塞种人起源於克里米亞半島與黑海北岸，於公元前2000年至公元前1000年間東擴至羅布泊。
中華人民共和國學者冉光榮等人，認為伊洛之戎與陸渾戎等，皆為姜姓之戎，與允姓之戎，皆源自羌族。黃烈等人支持這個說法。
學者林澐指出，西戎人群是由先秦華夏人群分裂出的一支，不是战国以后的匈奴、鲜卑等各民族的祖先